# Caspar Corswant
Caspar Corswant (* 24. Mai 1664 in Stralsund; † 28. Mai 1713 in Pyrmont) war Syndikus und Bürgermeister von Stargard in Pommern.

## Leben
Der Sohn des Ratsverwandten Peter Corswant besuchte die Schule in seiner Vaterstadt. Wegen der Belagerung von Stralsund während des Schwedisch-Brandenburgischen Krieges ging er zu seinem gleichnamigen Verwandten nach Stettin, wo er das Gymnasium besuchte. Ab 1682 studierte er an der Universität Greifswald und ab 1685 an der Universität Frankfurt (Oder). Von dort begleitete er den jungen Matthias von Blücher als Hofmeister nach Tübingen, wo beide ein und ein viertel Jahr studierten. Wegen des ausbrechenden Pfälzischen Erbfolgekrieges ging er von dort nach Altdorf. Über Augsburg reiste er in die Niederlande und von dort nach London. Danach unternahm er eine Reise nach Italien.
1691 wurde er unter Alexander Caroc an der Universität Greifswald zum Doktor beider Rechte promoviert. Die Stadt Stargard in Pommern berief ihn 1696 zum Syndikus. 1712 wurde er dort zum Bürgermeister gewählt.
Er starb 1713 im Alter von 49 Jahren in Pyrmont, wohin er sich zur Kur begeben hatte.